# Педро-Бернардо
Педро-Бернардо (ісп. Pedro Bernardo) — муніципалітет в Іспанії, у складі автономної спільноти Кастилія-і-Леон, у провінції Авіла. Населення — 1013 осіб (2010).
Муніципалітет розташований на відстані близько 100 км на захід від Мадрида, 49 км на південь від Авіли.

## Демографія
Динаміка населення (INE ):